# Кудыкина гора (сафари-парк)
Куды́кина гора́ — парк природных чудес в Липецкой области России. Расположен в 11 км от Задонска, у села Каменка.
Площадь парка — 500 га. Парк открылся в 2009 году. Парк является одной из самых посещаемых туристических достопримечательностей Задонского района и всей Липецкой области.
Кудыкина гора — это расположенный под открытым небом на берегу Дона парк, где в открытом загоне пасутся лошади, ослы, бараны, страусы, цесарки, павлины, буйволы, верблюды, ламы, олени, яки, еноты, кенгуру и другие животные. В речке Каменка плавают хохлатые утки, бегунки и другие водоплавающие птицы.
В парке есть самый большой детский городок в Липецкой области, косточковый сад, деревянная скифская крепость размерами 100×100 м, два источника, один из которых святой, а на другом есть купель. Есть огромные деревянные скульптуры «Троянский конь», огнедышащий «Змей Горыныч» и «Бык». В парке организовано искусственное озеро, по замыслу не предназначенное для купания.
Работает школа верховой езды, проводятся занятия по иппотерапии.
В зимнее время в парке организуются лыжи, коньки, сноутюбы, зорбы, ледянки для малышей.
Вход в парк бесплатный.
Владелец парка — крупнейший агрохолдинг Липецкой области ОАО АПО «Аврора».
Обновленная концепция парка была разработана московским архитектурным бюро Megabudka в 2017 году.